# Alexandri Nicolae
Alexandri Nicolae (n. 28 septembrie 1969) este un politician român, membru al Parlamentului României în legislaturile 2004-2008] și 2012-2016, ales pe listele PNL. În legislatura 2004-2008, Alexandri Nicolae a fost validat pe data de 13 august 2008 când l-a înlocuit pe deputatul Adrian Emanuil Semcu. În legislatura 2012-2016, Alexandri Nicolae a fost ales pe listele PNL iar din iulie 2014 a devenit deputat independent. În cadrul activității sale parlamentare, Alexandri Nicolae a fost membru în grupurile parlamentare de prietenie cu Republica Azerbaidjan, Republica Macedonia și Republica Elenă.